# 15544 Hushicheng
15544 Hushicheng eller 2000 EG17 är en asteroid i huvudbältet som upptäcktes den 3 mars 2000 av LINEAR i Socorro County, New Mexico. Den är uppkallad efter Hu Shicheng.
Asteroiden har en diameter på ungefär 4 kilometer och den tillhör asteroidgruppen Koronis.